# یک لحظه در زمان
«یک لحظه در زمان» تک‌آهنگی از ویتنی هیوستون است که در سال ۱۹۸۸ میلادی منتشر شد.